# Domaniewice (powiat grójecki)
Domaniewice – wieś sołecka w Polsce położona w województwie mazowieckim, w powiecie grójeckim, w gminie Nowe Miasto nad Pilicą. Leży nad Pilicą.
Wieś szlachecka położona była w drugiej połowie XVI wieku w powiecie bielskim ziemi rawskiej województwa rawskiego. W latach 1975–1998 miejscowość należała administracyjnie do województwa radomskiego.